# Lasioglossum trichorhinum
Lasioglossum trichorhinum là một loài Hymenoptera trong họ Halictidae. Loài này được Cockerell mô tả khoa học năm 1925.